# Прибыль (металлургия)
Прибыль (в литейном производстве) — верхняя, нижняя или боковая часть стального слитка (отливки), габариты которой выступают за пределы требуемых размеров. Её назначением является подпитывание отливки жидким металлическим расплавом в ходе его затвердевания. В результате, неизбежно возникающая усадочная раковина формируется не в самой отливке, а в толще прибыли. Перед подачей слитка на прокатку весь избыточный объём металла прибыли срезается.
В современной технической литературе можно найти количественные результаты математического моделирования физических процессов образования усадочной раковины. Как правило, диаметр прибыли проявляет зависимость от диаметра отливки, а высота прибыли — от высоты отливки.